# Torre di Giulia
La Torre di Giulia era un'antica costruzione, oggi demolita, che secondo una leggenda, sarebbe stata dimora di Giulia, figlia dell'imperatore Augusto, durante i suoi ultimi anni di vita trascorsi nella città di Reggio Calabria.
Tale abitazione era una torre, esistente fino al 1783 a sud-est dell'attuale Villa Zerbi, nel corpo del palazzo che la fronteggia, al di là della via Giulia.
Secondo le testimonianze del XVIII secolo la torre "di Giulia" aveva forma quadrata di circa dieci metri per lato e nel corso dei secoli era stata inserita nel sistema difensivo della città come rivellino avanzato da cui si poteva agevolmente controllare sia la Porta Mesa che il lato Nord del Forte di San Francesco, tra i quali essa si trovava. Lo spazio fra la torre e le mura di cinta era occupato da un ponte ad arco che permetteva le comunicazioni tra la torre e l'interno della città.
Secondo la leggenda Giulia, che nel 2 a.C. era stata esiliata nell'isola di Pandataria (odierna Ventotene), dove le era proibito l'uso di alcolici, gioielli e servi senza il permesso del padre, vi sarebbe rimasta per cinque anni, fino al 3 d.C., anno in cui avrebbe ottenuto di poter vivere a Reggio gli ultimi anni della sua vita. Morì infatti poche settimane dopo il padre, nel 14 d.C.
Nel 1789, dovendosi allineare le costruzioni e i ruderi lasciati dal terremoto di sei anni prima, e consentire di costruire una strada, la torre fu abbattuta. L'urgenza di una ripresa dopo la sciagura fece perdere di vista l'importanza storica delle costruzioni preesistenti tra cui la Torre di Giulia che fu demolita senza alcuna verifica.